# Византийско владичество над българските земи
Византийско владичество е термин, използван в българската историография, с който се означава почти двувековното владение от Византия на българските земи.

## Завладяване
През средата на IX век Византия се съюзява с Киевска Рус и България трябва да воюва сама срещу двете държави. Русите съумяват да превземат столицата Преслав, с което България губи цялата източна част от териториите си. Мълчанието на изворите за периода 971 – 976 г., дава възможност за различни предположения. Не е ясно дали по това време западната част от царството, на което през 971 г. официално е сложен край, продължава да функционира като самостоятелна държава в хода на протичащия бунт на Комитопулите. През 976 г. ромеите са прогонени от Североизточна Мизия с Добруджа и днешна Бесарабия от болярите Петър и Боян. В 977 г. на престола е възкачен цар Роман, с което царската власт в страната формално е възстановена. В хода на неспирната война с Византия, която протича с променлив успех, но в началото на XI век България постепенно започва да клони към заник.

### Василий II Българоубиец
В последните години от войната, при битката при Беласица през 1014 г., император Василий II пленява 15 000 български войници, ослепява ги и отново ги освобождава, като на всеки 100 оставя по един водач с едно око. Вследствие от ужасяващата гледка цар Самуил получава сърдечен удар и умира. Четири години по-късно, през 1018 г. след смъртта на Иван Владислав, България пада напълно под властта на Византия. Последното огнище на българската съпротива е крепостта Копринища на планината Томор в областта Кутмичевица (днешна Южна Албания), а последният защитник на българската независимост се явява Сермон.

## България под византийско владичество
Номинално българската независимост приключва след смъртта на цар Иван Владислав с предаването на Охрид с царските регалии от царица Мария. Византийският император се отправя „по стъпките на Самуил на юг“ към Гърция през Солун. Основава манастира „Свети Пророк Илия Парнаски“ и през Ливадия пристига в Атина, за да се поклони на „Света Богородица Атинска“, откъдето отива в Пирея и начело на флота отплава за Константинопол. През „Златната порта“ влиза триумфално в Новия Рим, увенчан с лавров венец на великолепна колесница. По този начин, както отбелязват съвременниците на Василий II, империята от 400 години (от времето на Балканските походи на Маврикий) си връща Балканите с граница Дунавски лимес.
Всички български земи са включени във византийската административна система, като е създадена тема Паристрион (Парадунавон) в земите на юг от Дунав, а в централните територии на покорената българска държава се формира тема България.:с. 16 Българската патриаршия е понижена в Автокефална българска архиепископия с център Охрид, като са ѝ отнети епархиите в Тракия. Диоцезът ѝ също се простира в тема България.

### Градове
Градският бит в българските земи е обрисуван от свидетеля му пътешественика Мохамед Ал-Идриси, който преминава през тях в средата на XII век. В своята География той описва българският град под византийска власт като силно аграризиран, с типично земеделско-скотовъдно стопанство, със „селска“ търговия, където почти не се вижда никакво развитие на занаяти. И в други източници липсват достоверни данни за процъфтяване на български занаяти през този период, с изключение единствено на строителството на църкви и манастири, и то само в някои южни райони. Изследванията са установили значителен упадък на занаятчийското производство в старите центрове Плиска и Преслав. Фината многоцветна преславска керамика отстъпва място на изделия с понижена техника. Градските занаятчии в голямата си част свързани със земеделието и продължават да се занимават и със земеделски труд през XI – XII век. Независимо от обстоятелството, че българските градове са включени в територията на Византия и вече по-непосредствено и в по-широк обсег изпитват върху себе си влиянието на по-развитата византийска икономика, на по-развитите стоково-парични отношения, на оживения византийски пазар, преобладаващо аграрен характер запазват сравнително големи търговски градове като Видин, Никопол, Червен, Дръстър и др. Тяхното население е принудено да произвежда зърнени храни в такива големи количества, че да задоволява и нуждите на византийската войска.

## Въстания срещу византийската власт

### Въстание на Петър Делян (1040 – 1041)
Първият опит за освобождение е дело на Петър Делян, но той не успява. Конкретният повод за въстание е вдигането на налозите за населението и отмяната на запазения предходен режим и обществени отношения от Василий II в българските земи. Въстанието е обявено в Белград и обхваща западните български земи (Ниш, Скопие) включени в тема България. Вътрешни пререкания отслабват бунтовниците и те биват победени от нормански наемници на византийска служба. Водачът на въстанието е ослепен.

### Въстание на Никулица Делфина в Северна Тесалия (1066)
Избухва през юни 1066 г. в град Лариса в областта Тесалия, тогава населена с много българи, както власи и гърци. Повод за въстанието е повишаването на данъците от император Константин X Дука и появата на Халеевата комета през пролетта. Въстаниците българи и власи почти насила поставят начело протоспатария градоначалник на Лариса и влиятелен земевладелец Никулица Делфина Ларисейски – потомък на останалия верен на цар Самуил благородник Никулица, чийто род не само че е единственият, който не е изселен, когато градът става български (981), но и е назначен за управител на Сервия от българския цар. То бързо се разраства, но византийският аристократ фактически предава бунтовниците.

### Въстание на Георги Войтех (1072 – 1073)
През 1072 година, след битката при Манцикерт, скопският болярин Георги Войтех вдига въстание и в Призрен за български цар под името Петър III е прогласен Константин Бодин като пряк потомък на комитопулите. И този опит за извоюване на независимост е неуспешен.

### Въстание на Нестор (1074)
Става въпрос за въоръжено движение на българи и печенези в Северна България през 1074 г. Повод за бунта е новата данъчна политика на цариградското управление, което спира помощите, отпускани на пограничното население в Силистра. В опит да прекрати бунта, император Михаил VII Дука назначава българския болярин Нестор за управител (катепан) на областта. Резултатът от бунта е неуспешен.

### Бунт на Лека в Средец и Добромир в Месемврия (1079)
Това е бунт срещу императора на византийския военачалник Лека със съдействието на печенегите. Лека превзема земите около Средец. Според Йоан Скилица, убива средечкия епископ, който е на страната на византийския император. По същото време в Месемврия започва бунт, воден от Добромир. Общо въстаниците са около 80 хиляди, но зле въоръжени и неподготвени.

### Въстание на Травъл в Тракия през (1084 – 1086)
Въстанието на Травъл е надигане на павликяните от Северна Тракия срещу властта в Източната Римска империя в края на XI век. През 1081 г. император Алексий I Комнин започва война с нахлулите на Балканския полуостров (днешна Албания и Македония) италиански нормани, ръководени от граф Робер Гискар. Около 2800 пловдивски павликяни са включени в императорската армия и участват в сраженията с нашествениците. През есента на 1082 г., след като заплатите им не били изплатени, павликяните самоволно напуснали боевете и се завърнали по родните си места. Вследствие на това Византия търпи поражение в битката около Драч. В тази битка павликяните дават около 300 жертви. След края на военните действия Алексий I Комнин започва разправа с павликяните, избивайки чрез измама някои техни водачи. Връщайки се в своята столица през Беломорието, той вика за преговори павликянските водачи Ксант и Кулеон. Доверявайки се на императора, те пристигат лагера му, но веднага са арестувани и затворени в Цариград. Пловдивската павликянска общност е подложена на репресии и притеснения, включително заточения, конфискация на имоти, насилствено обръщане в православието и т.н. Научавайки, че Алексий I Комнин избива павликяни, Травъл (или Белю Пелтека), изпреварвайки доноса на своята съпруга, напуска Цариград заедно с най-близките си съмишленици. Когато се връща Северна Тракия, той веднага е последван от мнозина бунтовници.

## Възстановяване на българската държава
След загубата в битката при Мириокефалон във Византия назряват благоприятни вътрешно-политически процеси способстващи за нарастване на българското народо-освободително движение. Асеневци сключват стратегически съюз за борба срещу Византия на Балканите с великия жупан Стефан Неманя.
През пролетта на 1185 г. братята Асен и Петър решават да вдигнат въстание в Търново. Много хора се включват във въстанието и заради наложения данък върху добитъка. Бунтовниците решават въстанието да започне на Димитровден. За да окуражат хората, а и като знак за начало на действията братята Асен и Петър пускат слуха, че Свети Димитър е напуснал Солун и иконата му се намира в построената от братята църква.
На 26 октомври 1185 г. Асен и Петър се обявяват срещу византийската власт в българските земи и по-големият брат Петър е провъзгласен за цар Петър IV (по-късно по-малкият Асен поема властта). Ромейският пълководец Алексий Врана губи първите битки с въстаниците. През пролетта на 1187 г. самият император Исаак II Ангел обсажда Ловешката крепост, за да си върне контрола над Мизия. След тримесечна безрезултатна обсада той се отказва от намерението си и подписва мирен договор, с който де юре признава възстановяването на българската независимост и държавност. Този акт бележи за историографията хронологически началото на Второто българско царство.